# غاربا لاوال
غاربا لاوال (بالإنجليزية: Garba Lawal)‏، من مواليد 22 مايو 1974 في كادونا في نيجيريا ، لاعب كرة قدم نيجيري.
و قد لعب مع منتخب نيجيريا لكرة القدم.

## روابط خارجية
- غاربا لاوال على موقع الاتحاد الدولي (مؤرشف)  (الإنجليزية)
- غاربا لاوال على موقع قاعدة بيانات كرة القدم.إي يو (الإنجليزية)
- غاربا لاوال على موقع ناشيونال فوتبول تيمز (الإنجليزية)
- غاربا لاوال على موقع Soccerbase.com (لاعب) (الإنجليزية)
- غاربا لاوال على موقع عالم كرة القدم.نت (الإنجليزية)
- غاربا لاوال على موقع كووورة
- غاربا لاوال على موقع أوليمبيديا (الإنجليزية)